# 焉晉珽
焉晉珽，韓國華僑，中國國民黨黨員，曾被遴選為中華民國第1屆第3次增額立法委員（僑選第一選區、東北亞地區)。

## 簡歷
先後畢業於韓國漢城華僑中學高中部、韓國首爾大學外交系，韓國國民大學大學院肄業。
同時也是中華民國留韓學生、留韓同學會會長中華民國體育協進會韓國分會副會長、韓國華僑青年反共救國總會副總會長、水原華僑協會會長、水原華僑中正小學校長、中國國民黨駐韓直屬支部常務委員、韓中文化協會副會長。